# Großer Kitzberg
Der Große Kitzberg ist ein 771 m ü. A. hoher Berg im südlichen Niederösterreich zwischen dem Großen Neukogel (1053 m, Lage) im Südwesten und dem Piestingtal im Nordosten.

## Lage

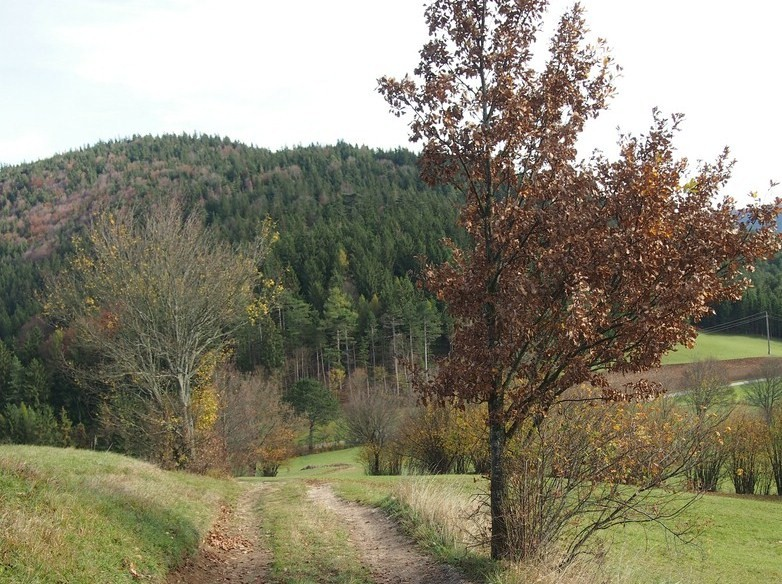
Großer Kitzberg, von der Ochsenheide gesehen

Am Fuß des Großen Kitzberges befindet sich im Norden das zu Pernitz gehörende Ortmann. Im Nordosten zieht sich die Talenge Quarb am Fuß des Kitzberges entlang von Ortmann bis Reichental. Im Süden befindet sich die Ortschaft Waidmannsfeld. Von hier führt eine Straße entlang des Südwest- und Westhanges über die Ochsenheide nach Neusiedl und weiter nach Pernitz.
Der Große Kitzberg erreicht eine Höhe von 771 m ü. A.
Knapp unterhalb des Gipfels, wo die markierten Wanderwege enden, liegt auf 720 m das Rudolf-Fordinal-Haus der alpinen Gesellschaft „Alpenfreunde“. Der 1921 von der damals eigenständigen Gesellschaft „Bergfreunde“ als Bernhuberhütte errichtete Vorgängerbau brannte 1975 vollständig ab. Bereits ein Jahr später konnte das neue Haus eröffnet werden. Anfangs als Alpenfreundehaus bezeichnet, wurde es 1992 zu Ehren des Alpenfreunde-Vorsitzenden Rudolf Fordinal in Rudolf-Fordinal-Haus umbenannt.
Nordwestlich des Großen Kitzberges liegt der Kleine Kitzberg mit einer Höhe von 615 m.

## Aufstiege
Von Waidmannsfeld im Süden führen eine markierte Forststraße und zwei Wanderwege zum Rudolf-Fordinal-Haus. Von der Ochsenheide gibt es ebenfalls einen Verbindungsweg zur oben erwähnten Forststraße, den sogenannten Hanslsteig. Der von Norden aus Pernitz kommende Wanderweg führt ebenfalls nur zum Rudolf-Fordinal-Haus und umgeht dabei den eigentlichen, bewaldeten Gipfel.

## Höhlen
Die bekannteste Höhle in diesem Gebiet ist das 22 m lange Jungfrauenloch (Jungfrauenlucke) mit der Katasternummer 1862/12. Weitere Höhlen sind die in unwegsamem Gelände liegende 28 m lange Kitzberghöhle (1862/13), die Quarblucke (1862/74) und die Wildererhöhle (1862/104).